# Ангелманов синдром
Ангелманов синдром је генетички поремећај који се карактерише тешком менталном ретардацијом и неуромишићним абнормалностима. Основне карактеристике овог стања су комбинација психомоторног застоја, застоја у говору, поремећаја покрета и карактеристичан фенотип понашања са добрим расположењем и епизодама смеха.
Испитивања спроведена у Шведској показују да преваленца Ангелмановог синдрома износи 1/20.000, док данске студије потврђују да је минимална преваленца 1/10.000 (1 оболели на 10.000).

## Историја
Назив синдрома потиче од имена британског педијатра др Херија Ангелмана, који је 1965. године први описао ово стање. Он је радио у болници на северу Енглеске и лечио је троје деце са сличним симптомима. Иако је на први поглед изгледало да они пате од различитих обољења, Ангелман је сматрао да постоји заједнички узрок њиховог стања. Ипак у то време није имао научни доказ за своје тврдње.
Током одмора у Италији, Ангелман је у једном музеју у Верони видео уље на платну сликара Ђованија Франческа Карота. Слика се звала „Дечак са цртежом“ и насмејано дечаково лице га је подсетило на изглед његових пацијената у тренуцима хистерије. Ово га је инспирисало да 1965. напише први чланак о њиховом стању, а наслов чланка је гласио „Деца лутке“ (енгл. Puppet children). Касније је болест по њему названа Ангелманов синдром.

## Етиологија
Ангелманов синдром настаје услед мутације гена, али још није утврђен тачан начин наслеђивања. На основу молекуларних и цитогенетичких критеријума сматра се да до овог стања доводи шест различитих механизама:
- интерстицијална делеција на хромозому 15q11-q13 мајчинског порекла (класа1),
- комплексни хромозомски реаранжмани у истом региону (класа 2),
- унипарентална дизомија хромозома 15 (класа 3),
- мутација центра за импринтовање гена (класа 4),
- мутација гена Ube3a (класа 5) и
- молекуларне абнормалности (класа 6).[2]

Слично стање, узроковано променама на очинским генима, носи назив Предер-Вили синдром (енгл. Prader-Willi syndrome).

## Клиничка слика
Синдром се карактерише тешком психомоторном заосталошћу, застојем у говору, проблемима са узимањем хране, веселим расположењем са епизодама смеха, атаксијом, конвулзијама (грчевима) и специфичним физичким изгледом. Неке од клиничких карактеристика су присутне код свих пацијената. Друге карактеристике су честе (у 80% случајева) и ту спадају: успорен раст обима главе, конвулзивни напади и абнормалан ЕЕГ. Удружене карактеристике (присутне у 20-80% случајева) су заравњен окципитални део главе, истурен језик, прогнација, широка уста, страбизам, хиперактивни тетивни рефлекси на ногама и подигнуте руке током ходања.
Бебе са Ангелмановим синдромом на рођењу изгледају нормално, али убрзо почињу да се појављују први знакови и симптоми. Веома рано (између 2. и 3. године) код ових пацијената се може развити и епилепсија и поремећаји равнотеже.

## Дијагноза
Дијагноза се поставља на основу клиничке слике, ЕЕГ испитивања (снимања мозга) и лабораторијских метода молекуларне генетике (цитогенетичких испитивања). Могућа су такође и пренатална тестирања.
Фондација за Ангелманов синдром је 1995. утврдила тачне критеријуме за дијагнозу,, и допунила их 2005. године.

## Лечење
За Ангелманов синдром не постоји специфична терапија. Епилепсија се лечи антиконвулзивима. Остало је симптоматска терапија: физикална, бихевиорална, радна, терапија говора и др. Основни циљ терапије је да се постигне што бољи резултат ради побољшања квалитета живота оболеле деце.